# الهلالية (السودان)
مدينة الهلالية:
تُعتبر مدينة الهلالية من أقدم المُدن السودانيّة الواقعة على نهر النيل الأزرق، وتعود تسميتها بهذا الاسم نسبة إلى بني هلال ود حمد ود رافع، من الرفاعيين الذين نزلوا فيها، أمّا سكّانها فينحدرون من عشائر الرفاعيّة والمسلميّة والمحس، والعبدلاب، والبديرية، والبساطاب، والنوبة كردفان، والزغاوة، والجعليين والدناقلة.
كانت الهلالية في أيام الأمين عاصمة مملكة العبدلاب، ودمسمار الذي كان بطل معركة الهلاليّة التاريخيّة، وتمتزج هذه القبائل والأعراق المختلفة في مجتمع هذه المدينة بكل تعايش وود وأخوة، بغضّ النظر عن الفوارق الطبقيّة والاجتماعيّة والثقافية واللغوية فيما بينهم.

## موقع مدينة الهلالية:
تقع مدينة الهلاليّة في دولة السودان وهي تتبع لولاية الجزيرة، وتقع في منطقة جنوب غرب البطانة تحديداً في الجهة الجنوبيّة من عاصمة البلاد مدينة الخرطوم، حيث تبعد عنها مسافة تقدر بحوالي مئة وعشرين كيلومتراً.
مميزات المجتمع في مدينة الهلالية يتميّز سكان مدينة الهلالية بالتقوى والورع، وبالطيبة والسماحة، وبتفانيهم ومروءتهم، فهم معروفون بحسن وفادة الغريب، حتى أنّهم يشتركون في حفر القبور لمواراة الثرى لكل من يموت فيها سواء أكان معروفاً منهم أم غريباً عنهم يجهلون من يكون، وكأنهم قد نذروا أنفسهم على هذا العمل الجليل الذي قلّ أن نرى نظيره في مناطق أخرى، كما أخرجت هذه المدينة العديد من رجالات الفكر والسياسة الذين عُرفوا بالنزاهة وسداد الرأي وحسن المشورة وصلاح القيادة. النشاط البشري في مدينة الهلالية يعمل غالبية سكّان الهلالية في مجال الزراعة على ضفّتي النيل الأزرق، حيث يعتمدون على الزراعات المروية والبعلية في الجزر القريبة وفي الأودية والمنخفضات، كمزارع قصب السكر، الذي يوفر للمدينة مردودها المادي الرئيسي، وكذلك زراعة الخضروات والفواكه، كما تكثر فيها المزارع الخاصّة التي تعود ملكيتها لأفراد وأسر، كما يتمّ العمل على إقامة مشروع يُسمى المشروع الزراعي الأخضر الجديد، والذي تُبنى عليه آمال كُبرى في حال تنفيذه بأن يعود على الهلالية وأهلها بالخير واليُمنى، وفي تحسين المستوى الاقتصادي. تنتشر في الهلالية بعض الصناعات والحرف اليدوية، والمهن الحرة، وفي التجارة.
أهم أعلام مدينة الهلالية اشتهرت في الهلاليّة عدّة أسماء ولمع نجمها، فعلى سبيل المثال لا الحصر من الشخصيات الدينية المعروفة في هذه المدينة الشيخ أبو سقرة، وفكي أحمد كوكو، والشيخ الطيب علي المرين، وفي مجال الفنّ عُرف عازف العود اللامع عوض أحمودي والشاعر الكبير الهادي أدم الذي تغنت له كوكب الشرق أم كلثوم.